# Імені Калініна (Рубцовський район)
імені Калі́ніна (рос. имени Калинина) — селище у складі Рубцовського району Алтайського краю, Росія. Входить до складу Бобковської сільської ради.

## Населення
Населення — 153 особи (2010; 144 у 2002).
Національний склад (станом на 2002 рік):
- росіяни — 100 %